# Jonas Brothers (álbum)
Jonas Brothers es el segundo álbum de estudio y primer álbum homónimo publicado por los Jonas Brothers. Es su primer álbum publicado bajo Hollywood Records, y fue lanzado el 7 de agosto de 2007. «Hold On» fue el segundo sencillo del álbum, seguido de «S.O.S» como tercer sencillo, y «When You Look Me in the Eyes» como cuarto sencillo.

## Sencillos
«Year 3000», una versión de una canción de la banda británica Busted, fue lanzada como sencillo principal de Jonas Brothers. Publicado anteriormente en 2006 por Columbia del álbum It's About Time, «Year 3000» fue reeditado por Hollywood Records el 13 de marzo de 2007. La canción alcanzó el número 31 en la lista Billboard Hot 100 y vendió 1.050.000 copias. «Hold On» fue el segundo sencillo oficial del álbum y se publicó el 22 de mayo de 2007. Apareció en la película original de Disney Channel Johnny Kapahala: Back on Board, y se lanzó un vídeo musical para promocionar la película. «S.O.S» fue el tercer sencillo del álbum y se lanzó el 3 de agosto de 2007. Fue el sencillo más exitoso del álbum, alcanzando el número 47 en Australia en el ARIA Singles Chart, Nº 49 en la Canadian Hot 100, Nº 13 en la UK Singles Chart y nº 19 en la lista estadounidense Billboard Hot 100. Fue su primer sencillo en las listas de Canadá y Reino Unido. Fue su primer éxito entre los veinte primeros en Estados Unidos. «When You Look Me in the Eyes» fue el último sencillo del álbum, publicado el 28 de diciembre y producido por John Fields. Se trataba de una regrabación de la versión que apareció inicialmente en el álbum en solitario de Nick. Fue su tercer éxito en Australia (n.º 46 en la lista ARIA Singles Chart), el segundo en Canadá y el Reino Unido (n.º 30 tanto en la lista Canadian Hot 100 como en la UK Singles Chart), y el cuarto en Estados Unidos (n.º 25 en la lista Billboard Hot 100, y su tercera canción en el top-40).
«Kids of the Future» se lanzó como sencillo de la banda sonora de la película de animación de 2007 Meet the Robinsons y más tarde se incluyó en el álbum.

## Recepción Crítica
Stephen Thomas Erlewine, de AllMusic, describió al grupo así: "Son alegres, bonachones y, lo mejor de todo, afinados", y añadió sobre el álbum: "Todo ello lo convierte en un disco más ajustado y mejor que su debut, y que sugiere que no sólo merecen su popularidad en Radio Disney, sino que podrían tener la capacidad de componer e interpretar más allá de eso". Cross Rhythms alabó el álbum diciendo: "Jonas Brothers han entregado un álbum que es pop-punk de alta energía rebosante de ganchos pegadizos y musculosos licks de guitarra".

## Recepción comercial
Jonas Brothers debutó en el número cinco del Billboard 200 de EE. UU. con 69.000 copias, convirtiéndose en el primer álbum de los Jonas Brothers en el top 10 del país. A fecha de marzo de 2015, el álbum ha vendido 2.409.000 millones de copias en Estados Unidos, convirtiéndose en el álbum más vendido del grupo hasta la fecha. 

## Lista de canciones
| N.º   | Título                         | Duración |  |
| 1.    | «S.O.S»                        | 2:33     |  |
| 2.    | «Hold On»                      | 2:45     |  |
| 3.    | «Goodnight and Goodbye»        | 2:31     |  |
| 4.    | «That's Just the Way We Roll»  | 2:53     |  |
| 5.    | «Hello Beautiful»              | 2:29     |  |
| 6.    | «Still in Love with You»       | 3:10     |  |
| 7.    | «Australia»                    | 3:33     |  |
| 8.    | «Games»                        | 3:21     |  |
| 9.    | «When You Look Me in the Eyes» | 4:09     |  |
| 10.   | «Inseparable»                  | 2:50     |  |
| 11.   | «Just Friends»                 | 3:07     |  |
| 12.   | «Hollywood»                    | 2:49     |  |
| 13.   | «Year 3000»                    | 3:22     |  |
| 14.   | «Kids of the Future»           | 3:20     |  |
| 42:49 |                                |          |  |

| Walmart bonus track |                              |          |  |
| N.º                 | Título                       | Duración |  |
| 15.                 | «Baby Bottle Pop Theme Song» | 1:31     |  |
| 43:49               |                              |          |  |

| The Bonus Jonas Edition bonus tracks |                                                        |          |  |
| N.º                                  | Título                                                 | Duración |  |
| 15.                                  | «Take a Breath»                                        | 3:18     |  |
| 16.                                  | «We Got the Party» (Hannah Montana con Jonas Brothers) | 3:36     |  |
| 49:43                                |                                                        |          |  |

| International edition |                 |          |  |
| N.º                   | Título          | Duración |  |
| 13.                   | «Take a Breath» | 3:18     |  |
| 42:43                 |                 |          |  |

| Digital platform/2019 re-release bonus track |                 |          |  |
| N.º                                          | Título          | Duración |  |
| 14.                                          | «S.O.S.» (Live) | 2:54     |  |
| 45:37                                        |                 |          |  |

| British bonus track |                     |          |  |
| N.º                 | Título              | Duración |  |
| 14.                 | «Out of This World» | 3:10     |  |
| 45:53               |                     |          |  |

## Bonus Jonas Edición DVD
Jonas Brothers: Bonus Jonas Edition incluido un DVD que contenía:
- Full Concert Performance grabado en Blender Theater at the Gramercy[14]
  - S.O.S
  - Hold On
  - Goodnight And Goodbye
  - That's Just The Way We Roll
  - Hello Beautiful
  - Still In Love With You
  - Australia
  - Games
  - When You Look Me In The Eyes
  - Inseparable
  - Just Friends
  - Hollywood
  - Year 3000
  - Kids Of The Future
  - Take A Breath
  - We Got The Party (Feat. Hannah Montana)

- Videos musicales:
  - S.O.S.
  - Hold On
  - Kids of the Future (Live at the 2007 Disney Channel Games)
  - When You Look Me In The Eyes

## UK Version - Bonus Jonas DVD
The UK edition of the Bonus Jonas DVD contains the following:
- Music videos:
  - S.O.S.
  - Hold On
  - When You Look Me in the Eyes
- Band In a Bus trailer
- Jonas Brothers Meet the Queen

## Posicionamiento en listas
| Chart (2007)                            | Peak position |
| --------------------------------------- | ------------- |
| Argentina (CAPIF)                       | 1             |
| Australia (ARIA)                        | 43            |
| Austria (Ö3 Austria Top 40)             | 14            |
| Bélgica (Ultratop Flanders)             | 7             |
| Bélgica (Ultratop Wallonia)             | 11            |
| Brasil (ABPD)                           | 2             |
| Canadá (Billboard)                      | 10            |
| Chile (IFPI)                            | 4             |
| Colombia (ASINCOL)                      | 5             |
| Dinamarca (Tracklisten)                 | 9             |
| Unión Europea (European Top 100 Albums) | 6             |
| Países Bajos (MegaCharts)               | 65            |
| Finlandia (Suomen virallinen lista)     | 32            |
| Francia (SNEP)                          | 16            |
| Alemania (Media Control Charts)         | 19            |
| Grecia (IFPI)                           | 21            |
| Irlanda (IRMA)                          | 14            |
| Italia (FIMI)                           | 10            |
| México (AMPROFON)                       | 3             |
| Nueva Zelanda (RMNZ)                    | 29            |
| Noruega (VG-lista)                      | 20            |
| Polonia (ZPAV)                          | 12            |
| Portugal (AFP)                          | 13            |
| Escocia (OCC)                           | 9             |
| España (Spanish Albums Chart)           | 5             |
| Suecia (Sverigetopplistan)              | 16            |
| Suiza (Swiss Hitparade)                 | 53            |
| Reino Unido (OCC)                       | 9             |
| Estados Unidos (Billboard 200)          | 5             |
| Venezuela (IFPI)                        | 1             |

### Listas de fin de Año
| Chart (2007)                   | Position |
| ------------------------------ | -------- |
| Estados Unidos (Billboard 200) | 134      |
| Chart (2008)                   | Position |
| Estados Unidos (Billboard 200) | 17       |

## Personal
- Joe Jonas- Vocalista, Guitarra (solo en estudio) y Pandereta

- Nick Jonas - Vocalista, Guitarra, Piano y Percusión
- Kevin Jonas - Guitarra y Coros
- John Taylor - Guitarra
- Greg Garbowsky - Bajo
- Jack Lawless - Batería

## Historial de Lanzamiento
| Región         | Fecha                  | Formato | Versión                 | Discográfica | Ref.   |
| -------------- | ---------------------- | ------- | ----------------------- | ------------ | ------ |
| Canadá         | 7 de agosto de 2007    | CD      | Standard                | Universal    |        |
| Estados Unidos | 7 de agosto de 2007    | CD      | Standard                | Hollywood    |        |
| Estados Unidos | 30 de octubre de 2007  | CD      | The Bonus Jonas Edition | Hollywood    |        |
| Japón          | 5 de diciembre de 2007 | CD      | Standard                | Universal    | [ 26 ] |
| Alemania       | 13 de junio de 2008    | CD      | Standard                | Universal    |        |
| Reino Unido    | 23 de junio de 2008    | CD      | Standard                | Polydor      |        |